# 40 Greatest Hits
40 Greatest Hits è una compilation in due dischi contenente quaranta successi (venti per disco) della star del country Hank Williams.

## Il disco
La compilation fu pubblicata nel 1978 dalla Mercury Records come omaggio per il venticinquesimo anniversario della morte di Williams. Molti critici hanno omaggiato la compilation, definendola un ottimo punto di partenza per comprendere l'influenza di Hank Williams sulla storia della musica e il suo lascito artistico.

## Accoglienza
- La rivista di musica Rolling Stone inserisce la compilation al numero 94 nella lista dei 500 più grandi album della storia della musica[3].
- AllMusic, nella sua recensione sul disco, gli affibbia il punteggio massimo di 5 stelle su 5[4].

## Tracce

### Disco uno
- "Move It on Over"
- "A Mansion on the Hill" (Fred Rose/Hank Williams)
- "Lovesick Blues" (Cliff Friend/Irving Mills) (*)
- "Wedding Bells" (Arthur Q. Smith) sold to Claude Boone
- "Mind Your Own Business"
- "You're Gonna Change (Or I'm Gonna Leave) "
- "Lost Highway" (Leon Payne)
- "My Bucket's Got a Hole in It" (Clarence Williams)
- "I'm So Lonesome I Could Cry"
- "I Just Don't Like This Kind of Living"
- "Long Gone Lonesome Blues"
- "My Son Calls Another Man Daddy" (Hank Williams/Jewell House)
- "Why Don't You Love Me"
- "Why Should We Try Anymore"
- "They'll Never Take Her Love from Me" (Leon Payne)
- "Moanin' the Blues"
- "Nobody's Lonesome for Me"
- "Cold, Cold Heart"
- "Dear John" (Tex Ritter/Aubrie Gass)
- "Howlin' at the Moon"

### Disco due
- "I Can't Help It (If I'm Still in Love with You)"
- "Hey, Good Lookin'"
- "Crazy Heart" (Maurice Murray/Fred Rose)
- "(I Heard That) Lonesome Whistle" (Jimmie Davis/Hank Williams)
- "Baby, We're Really in Love"
- "Ramblin' Man"
- "Honky Tonk Blues"
- "I'm Sorry for You My Friend"
- "Half as Much" (Curley Williams)
- "Jambalaya (On the Bayou)"
- "Window Shopping" (Marcel Joseph)
- "Settin' the Woods on Fire" (Ed G. Nelson/Fred Rose)
- "You Win Again"
- "I'll Never Get Out of This World Alive" (Hank Williams/Fred Rose)
- "Kaw-Liga" (*)
- "Your Cheatin' Heart"
- "Take These Chains from My Heart" (Fred Rose/Hy Heath)
- "I Won't Be Home No More"
- "Weary Blues from Waitin'"
- "I Saw the Light" (*)

## Dettagli tecnici
- Molte tracce furono registrate al Castle Recording Studio, Nashville, TN.
- "Lovesick Blues", "My Bucket's Got A Hole In It", "I'm So Lonesome I Could Cry" e "I Just Don't Like This Kind Of Living" furono registrate all' Herzog Recording Studios, Cincinnati, OH.

## Personale tecnico
- Tony Byworth – album compiler, liner notes
- Ted Jensen – CD mastering